# Mercury Seven
De Mercury Seven waren zeven testpiloten van de Amerikaanse strijdkrachten die in 1959 uitgekozen werden om astronaut te worden in Amerika's eerste ruimtevaartprogramma, het Mercuryprogramma. Dit programma was de Amerikaanse kant van de ruimtewedloop met de Sovjet-Unie die in 1957 begon na de lancering van de ruimtesonde Spoetnik en was ook de eerste stap van de Amerikanen op weg naar het Apolloprogramma en de Maan. 
Op 5 januari 1959 publiceerde NASA de toelatingseisen voor geïnteresseerden. De kwalificaties waaraan de kandidaat-astronauten moesten voldoen, luidden als volgt:
- Leeftijd jonger dan 40 jaar
- Goede gezondheid
- Lichaamslengte minder dan 1,78 m
- Een afgeronde voortgezette opleiding
- Minstens 1500 vlieguren op jets

Hoewel de inschrijving in principe openstond voor iedereen, betekende dit dat slechts testpiloten van het leger hieraan voldeden.
Na een batterij zeer uitvoerige tests (die soms van twijfelachtige waarde waren), werden de volgende piloten geselecteerd voor het Mercuryprogramma en werden zij de Mercury Seven:
| Astronaut       | Aantal vluchten | Missies                           | Status               |
| --------------- | --------------- | --------------------------------- | -------------------- |
| Scott Carpenter | 1               | Mercury MA-7                      | Pensioen 10.08.1967  |
| Gordon Cooper   | 2               | Mercury MA-9, Gemini 5            | Pensioen 31.07.1970  |
| John Glenn      | 2               | Mercury MA-6, STS-95              | Pensioen 07.11.1998  |
| Gus Grissom     | 2               | Mercury MR-4, Gemini 3            | Omgekomen 27.01.1967 |
| Wally Schirra   | 3               | Mercury MA-8, Gemini 6A, Apollo 7 | Pensioen 01.07.1969  |
| Alan Shepard    | 2               | Mercury MR-3, Apollo 14           | Pensioen 31.07.1974  |
| Deke Slayton    | 1               | Apollo-Sojoez-testproject         | Pensioen 27.02.1982  |

Donald (Deke) Slayton werd weliswaar toch afgekeurd wegens medische problemen, maar vloog jaren later (in 1975) alsnog als bemanningslid van het Apollo-Sojoez-testproject.
Met het overlijden van John Glenn op 8 december 2016 is geen van de astronauten van de Mercury 7 nog in leven.